# Triune Peaks
Die Triune Peaks (englisch für Dreieinigkeitsspitzen, in Argentinien Picos Trío) sind eine Gruppe dreier spitzer und bis zu 1130 m hoher Berge an der Fallières-Küste des Grahamlands auf der Antarktischen Halbinsel. Sie ragen 19 km nordöstlich des Mount Balfour am Rand des Wordie-Schelfeises auf.
Teilnehmer der British Graham Land Expedition (1934–1937) unter der Leitung des australischen Polarforschers John Rymill nahmen zwischen 1936 und 1937 eine grobe Kartierung dieser Berge vor. Eine neuerliche Kartierung erfolgte im November 1958 durch den Falkland Islands Dependencies Survey. Luftaufnahmen entstanden im Dezember 1947 bei der US-amerikanischen Ronne Antarctic Research Expedition (1947–1948). Das UK Antarctic Place-Names Committee benannte sie am 31. August 1962.